# Francis Cuillier
Pour les articles homonymes, voir Cuillier.
Francis Cuillier, (30 juillet 1944 à Sézanne - 19 août 2013 à Bordeaux) est un urbaniste français, spécialiste en planification urbaine et régionale, transports et projets urbains.

## Biographie
Après des études universitaires à Paris (DEA d’histoire et géographie, École des hautes études en sciences sociales), Bruxelles (Diplôme d’urbanisme et d’aménagement du territoire, Université de Bruxelles), et Philadelphie-USA (Master of City Planning and Regional Science, University of Pennsylvania), il a été chargé d’études à I’OREAM Lille pour la réalisation du schéma d’aménagement du Nord de la France, puis Directeur d’études au CETE Nord-Picardie à Lille.
Chargé de mission à la Direction de l’Aménagement foncier et de l’Urbanisme du ministère de l‘Équipement (Service Technique de l’Urbanisme), et responsable territorial pour les régions Bretagne et Pays de Loire de 1976 à 1980, il a aussi été directeur général de l’Aménagement urbain de la Ville et de l'agglomération de Lorient de 1982 à 1984.
De 1984 à 1990, il est successivement chargé de mission pour l’aménagement du territoire, auprès de Jacques Chérèque, Préfet délégué au redéploiement industriel en Lorraine puis ministre de l’Aménagement du Territoire et des Reconversions industrielles. À ce titre, il participe à la définition et à la mise en œuvre de la politique de reconversion industrielle en Lorraine et a été en particulier chargé de concevoir un programme spécifique de re-développement transfrontalier pour le Bassin de Longwy. Ce programme, connu sous le nom de « Pôle Européen de Développement », a été approuvé et mis en œuvre par les trois gouvernements français, belge et luxembourgeois, ainsi que par la Commission des Communautés Européennes, en juillet 1985.
De 1985 à 1990, il est Directeur de la Mission Interministérielle de Développement du Pôle Européen des 3 Frontières, mission créée par la DATAR pour la réalisation de ce projet transfrontalier de re-développement économique, social et urbain, cofinancé par l’État et la Commission Économique Européenne. De juillet 1990 à février 1995, il est Directeur de l’Agence de Développement et d’Urbanisme de l’agglomération strasbourgeoise et du 1er janvier 1995 au 30 juin 2009, Directeur général de l’Agence d’Urbanisme de Bordeaux Métropole, qui a réalisé, entre autres, le Schéma Directeur des Déplacements Urbains Communautaires et préparé le projet tramway de l'agglomération bordelaise en 1996. L’A’urba a aussi élaboré le Plan des déplacements urbains de la métropole bordelaise (1998), le Projet urbain de Bordeaux (1996), le Programme Local de l’Habitat (2000), le Schéma Directeur de Développement et d’Urbanisme 2010-2020 de la métropole bordelaise (2001). L’agence a également conçu – entre autres – le Plan local d’urbanisme de la Communauté urbaine de Bordeaux.
Francis Cuillier a été chef de projet chargé de la reconversion de la base des sous-marins de Lorient (1999-2000) et, de 1995 à 2001, est président du groupe « gestion des transports urbains » du PREDIT 2 – (programme interministériel de recherche sur les transports).
Consultant indépendant en urbanisme et transports depuis 2009 à Bordeaux, il intervient à Genève, Paris, Fribourg, Euralens, Angoulême, Angers et Bruxelles.
Il a enseigné l’urbanisme et l’aménagement du territoire, successivement à l'École d’architecture de Lille, à l'ISURU de Bruxelles, à l’Institut d’Études Politiques de Paris, à l’ENA et à l’Université Louis-Pasteur de Strasbourg et enseigne à l’université Michel-de-Montaigne à Bordeaux (Institut d’urbanisme et d’aménagement), en tant que professeur associé, depuis 2005.
Depuis 1972, il développe en outre une activité d’auteur et de directeur éditorial. Il a ainsi collaboré à différentes revues : Métropolis, Urbanisme, ainsi qu’à l’ouvrage Comprendre, penser, construire la Ville, publié par la Direction de l’Architecture et de l’Urbanisme en 1993. Il a aussi dirigé le livre Strasbourg, Chroniques d’urbanisme, publié aux éditions de l’Aube en 1994, ainsi que les Débats sur la Ville, publiés aux éditions Confluences en 1998 (volume 1), 1999 (volume 2), 2000 (volume 3), 2002 (volume 4), 2003 (volume 5) 2005 (volume 6) et 2008 (volume 7) dont l’objectif était d’envisager les différentes possibilités de fabriquer la ville aujourd'hui.
Officier de l’Ordre National du Mérite (1999) et Grand prix de l'urbanisme 2006, il fut également président du Conseil français des urbanistes.